# 高知尾仁
高知尾 仁（たかちお ひとし、1948年1月 - 2017年11月10日）は、日本の文化人類学者。東京外国語大学アジア・アフリカ言語文化研究所准教授。
東京生まれ。1972年、埼玉大学教養学部教養学科（文化人類学コース）卒業、1974年、東京大学大学院人文科学研究科修士課程修了。1976年、東京外国語大学アジア・アフリカ言語文化研究所助手、1996年助教授、2012年定年退職。

## 著書
- 『球体遊戯』同文館出版 1991
- 『表象のエチオピア 光の時代に』悠書館 2006

### 編
- 『表象としての旅』編 彌永信美ほか著 東洋書林 2004
- 『人と表象』編 悠書館 2011

## 論文

### 単著
- 「女性と雨と神性」,アジア・アフリカ言語文化研究 (6), 165-213, 1973
- 「時の概念  Leachの所説に対応して」,民族學研究 39(1), 89-97, 1974
- 「存在と充溢 -バントゥ存在論との関わりに於て」,アジア・アフリカ言語文化研究 (8), 79-115, 1974
- 「アジア・アフリカにおける象徴と世界観の比較研究」,アジア・アフリカ言語文化研究所通信 24, 33, 1975
- 「Wangombeの話  Kikuyuの歴史と象徴的分類に関連して」,アジア・アフリカ言語文化研究所通信 25, 38-40, 1975
- 「民族のこころ(31)  女の霊相あるいはAs you like it.」,アジア・アフリカ言語文化研究所通信 26, 9, 1976
- 「類似の記号と偽似の記号 -フレイザ-主題再考」,思想 (640), p1466-1481, 1977
- 「存在と充溢 -バントゥ存在論との関わりに於て-2-移行と反復」,アジア・アフリカ言語文化研究 (15), p143-212, 1978
- 「図象的意味について」,アジア・アフリカ言語文化研究所通信 33, 32, 1978
- 「LeidenとRijksuniversiteit te Leiden」,アジア・アフリカ言語文化研究所通信 41, 1, 1981
- 「球形の宇宙・天・地 -球体の図像学」,思想 (714), p79-95, 1983
- 「中東旅行と病気 -旅の象徴論序説-1-」,アジア・アフリカ言語文化研究 (28), p138-158, 1984
- 「African Associationと中近東旅行記」,アジア・アフリカ言語文化研究所通信 50, 37-42, 1984
- 「宗教・異教・異端」,思想 (722), p145-159, 1984
- 「美徳と悪徳」,思想 (732), p104-114, 1985
- 「アート・リーディング -遺失の風景 -19世紀西欧人の中東」,美術手帖 (558), p182-192, 1986
- 「アジア・アフリカにおける象徴と世界観の比較研究」,アジア・アフリカ言語文化研究所通信 58, 53-54, 1986
- 「旅・時間・風景」,現代思想 20(9), p107-115, 1992
- 「肉体の眼・理性の眼 -ダーウィンの風景」,現代思想 21(2), p97-105, 1993
- 「旅の真偽 -James Bruceのアビシニア旅行をめぐって」,アジア・アフリカ言語文化研究 (46・47), p375-382, 1994
- 「端正と奇異 -近代エチオピア表象論」,現代思想 22(2), p8-31, 1994
- 「端正と奇異 -近代エチオピア表象論-2-」,現代思想 22(3), p36-62, 1994
- 「ジョンソン・ブルース・アビシニア」,アジア・アフリカ言語文化研究所通信 86, 78, 1996
- 「旅と表象の比較研究」,アジア・アフリカ言語文化研究所通信 87, 45-46, 1996
- 「ヘンリー・ソールト -その人生,政治,美学」,アジア・アフリカ言語文化研究 (61), 193-202, 2001

### 共著
- 「アジア・アフリカにおける象徴と世界観の比較研究」（山口昌男・高知尾仁・杉山和美・三橋修）,アジア・アフリカ言語文化研究所通信 26, 28-30, 1976
- 「アジア・アフリカにおける表象と世界観の比較研究」（高知尾仁・中沢新一）,アジア・アフリカ言語文化研究所通信 56, 43-44, 1986
- 「象徴と世界観の比較研究」（中沢新一・高知尾仁）,アジア・アフリカ言語文化研究所通信 78, 53-55, 1993
- 「旅と表象の比較研究」（原毅彦・高知尾仁・荒木正純）,アジア・アフリカ言語文化研究所通信 88, 54-56, 1996

## 研究内容
- ブルースのアビシニア旅行記における他者・自己表象の研究
- 表象における「類似」の研究